# Alter Bridge/Diskografie
Diese Diskografie ist eine Übersicht über die musikalischen Werke der US-amerikanischen Rockband Alter Bridge. Den Quellenangaben und Schallplattenauszeichnungen zufolge hat sie bisher mehr als eine Million Tonträger verkauft. Ihre erfolgreichste Veröffentlichung ist das erste Studioalbum One Day Remains mit über 560.000 verkauften Einheiten.

## Alben

### Studioalben
| Jahr | Titel Musiklabel                | Höchstplatzierung, Gesamtwochen, AuszeichnungChartplatzierungen (Jahr, Titel, Musiklabel, Platzierungen, Wochen, Auszeichnungen, Anmerkungen) | Höchstplatzierung, Gesamtwochen, AuszeichnungChartplatzierungen (Jahr, Titel, Musiklabel, Platzierungen, Wochen, Auszeichnungen, Anmerkungen) | Höchstplatzierung, Gesamtwochen, AuszeichnungChartplatzierungen (Jahr, Titel, Musiklabel, Platzierungen, Wochen, Auszeichnungen, Anmerkungen) | Höchstplatzierung, Gesamtwochen, AuszeichnungChartplatzierungen (Jahr, Titel, Musiklabel, Platzierungen, Wochen, Auszeichnungen, Anmerkungen) | Höchstplatzierung, Gesamtwochen, AuszeichnungChartplatzierungen (Jahr, Titel, Musiklabel, Platzierungen, Wochen, Auszeichnungen, Anmerkungen) | Höchstplatzierung, Gesamtwochen, AuszeichnungChartplatzierungen (Jahr, Titel, Musiklabel, Platzierungen, Wochen, Auszeichnungen, Anmerkungen) | Anmerkungen                                                  |
| Jahr | Titel Musiklabel                | DE | AT | CH | UK | US | Rock | Anmerkungen                                                  |
| ---- | ------------------------------- | --- | --- | --- | --- | --- | --- | ------------------------------------------------------------ |
| 2004 | One Day Remains Wind-Up Records | DE61 (2 Wo.)DE | — | CH54 (5 Wo.)CH | UK— SilberUK | US5 Gold · (14 Wo.)US | — | Erstveröffentlichung: 10. August 2004 Verkäufe: + 560.000    |
| 2007 | Blackbird Universal Republic    | DE55 (1 Wo.)DE | AT64 (1 Wo.)AT | CH83 (1 Wo.)CH | UK37 Gold · (2 Wo.)UK | US13 (14 Wo.)US | Rock4 (2 Wo.)Rock | Erstveröffentlichung: 5. Oktober 2007 Verkäufe: + 100.000    |
| 2010 | AB III Roadrunner Records       | DE18 (3 Wo.)DE | AT15 (3 Wo.)AT | CH15 (3 Wo.)CH | UK9 Silber · (3 Wo.)UK | US17 (3 Wo.)US | Rock3 (6 Wo.)Rock | Erstveröffentlichung: 8. Oktober 2010 Verkäufe: + 60.000     |
| 2013 | Fortress Roadrunner Records     | DE7 (4 Wo.)DE | AT4 (5 Wo.)AT | CH14 (6 Wo.)CH | UK6 Silber · (5 Wo.)UK | US12 (5 Wo.)US | Rock5 (5 Wo.)Rock | Erstveröffentlichung: 25. September 2013 Verkäufe: + 161.000 |
| 2016 | The Last Hero Napalm Records    | DE5 (4 Wo.)DE | AT6 (4 Wo.)AT | CH5 (4 Wo.)CH | UK3 (5 Wo.)UK | US8 (2 Wo.)US | Rock2 (4 Wo.)Rock | Erstveröffentlichung: 7. Oktober 2016                        |
| 2019 | Walk the Sky Napalm Records     | DE5 (3 Wo.)DE | AT3 (3 Wo.)AT | CH1 (3 Wo.)CH | UK4 (2 Wo.)UK | US16 (1 Wo.)US | Rock1 (1 Wo.)Rock | Erstveröffentlichung: 18. Oktober 2019                       |
| 2022 | Pawns & Kings Napalm Records    | DE7 (2 Wo.)DE | AT5 (3 Wo.)AT | CH2 (4 Wo.)CH | UK6 (1 Wo.)UK | US35 (1 Wo.)US | Rock8 (1 Wo.)Rock | Erstveröffentlichung: 14. Oktober 2022                       |

grau schraffiert: keine Chartdaten aus diesem Jahr verfügbar

### Livealben
| Jahr | Titel Musiklabel                               | Höchstplatzierung, Gesamtwochen, AuszeichnungChartplatzierungen (Jahr, Titel, Musiklabel, Platzierungen, Wochen, Auszeichnungen, Anmerkungen) | Höchstplatzierung, Gesamtwochen, AuszeichnungChartplatzierungen (Jahr, Titel, Musiklabel, Platzierungen, Wochen, Auszeichnungen, Anmerkungen) | Höchstplatzierung, Gesamtwochen, AuszeichnungChartplatzierungen (Jahr, Titel, Musiklabel, Platzierungen, Wochen, Auszeichnungen, Anmerkungen) | Höchstplatzierung, Gesamtwochen, AuszeichnungChartplatzierungen (Jahr, Titel, Musiklabel, Platzierungen, Wochen, Auszeichnungen, Anmerkungen) | Höchstplatzierung, Gesamtwochen, AuszeichnungChartplatzierungen (Jahr, Titel, Musiklabel, Platzierungen, Wochen, Auszeichnungen, Anmerkungen) | Höchstplatzierung, Gesamtwochen, AuszeichnungChartplatzierungen (Jahr, Titel, Musiklabel, Platzierungen, Wochen, Auszeichnungen, Anmerkungen) | Anmerkungen                              |
| Jahr | Titel Musiklabel                               | DE | AT | CH | UK | US | Rock | Anmerkungen                              |
| ---- | ---------------------------------------------- | --- | --- | --- | --- | --- | --- | ---------------------------------------- |
| 2009 | Live from Amsterdam DC3 Music Group            | — | — | — | UK94 (1 Wo.)UK | — | — | Erstveröffentlichung: 12. September 2009 |
| 2012 | Live at Wembley 2011 DC3 Music Group           | DE78 (1 Wo.)DE | — | — | UK31 (1 Wo.)UK | — | — | Erstveröffentlichung: 26. März 2012      |
| 2017 | Live at the O2 Arena + Rarities Napalm Records | DE26 (1 Wo.)DE | AT30 (1 Wo.)AT | CH48 (1 Wo.)CH | UK36 (1 Wo.)UK | US162 (1 Wo.)US | Rock35 (1 Wo.)Rock | Erstveröffentlichung: 8. September 2017  |
| 2018 | Live at the Royal Albert Hall Napalm Records   | DE17 (1 Wo.)DE | AT14 (1 Wo.)AT | CH27 (2 Wo.)CH | UK18 (1 Wo.)UK | — | Rock48 (1 Wo.)Rock | Erstveröffentlichung: 7. September 2018  |

### EPs
| Jahr | Titel Musiklabel                | Höchstplatzierung, Gesamtwochen, AuszeichnungChartplatzierungen (Jahr, Titel, Musiklabel, Platzierungen, Wochen, Auszeichnungen, Anmerkungen) | Höchstplatzierung, Gesamtwochen, AuszeichnungChartplatzierungen (Jahr, Titel, Musiklabel, Platzierungen, Wochen, Auszeichnungen, Anmerkungen) | Höchstplatzierung, Gesamtwochen, AuszeichnungChartplatzierungen (Jahr, Titel, Musiklabel, Platzierungen, Wochen, Auszeichnungen, Anmerkungen) | Höchstplatzierung, Gesamtwochen, AuszeichnungChartplatzierungen (Jahr, Titel, Musiklabel, Platzierungen, Wochen, Auszeichnungen, Anmerkungen) | Höchstplatzierung, Gesamtwochen, AuszeichnungChartplatzierungen (Jahr, Titel, Musiklabel, Platzierungen, Wochen, Auszeichnungen, Anmerkungen) | Höchstplatzierung, Gesamtwochen, AuszeichnungChartplatzierungen (Jahr, Titel, Musiklabel, Platzierungen, Wochen, Auszeichnungen, Anmerkungen) | Anmerkungen                            |
| Jahr | Titel Musiklabel                | DE | AT | CH | UK | US | Rock | Anmerkungen                            |
| ---- | ------------------------------- | --- | --- | --- | --- | --- | --- | -------------------------------------- |
| 2020 | Walk the Sky 2.0 Napalm Records | DE77 (1 Wo.)DE | — | CH36 (1 Wo.)CH | — | — | — | Erstveröffentlichung: 6. November 2020 |

Weitere EPs
- 2005: Fan EP (Wind-up Records)

## Singles
| Jahr | Titel Album                  | Höchstplatzierung, Gesamtwochen, AuszeichnungChartplatzierungen (Jahr, Titel, Album, Platzierungen, Wochen, Auszeichnungen, Anmerkungen) | Höchstplatzierung, Gesamtwochen, AuszeichnungChartplatzierungen (Jahr, Titel, Album, Platzierungen, Wochen, Auszeichnungen, Anmerkungen) | Höchstplatzierung, Gesamtwochen, AuszeichnungChartplatzierungen (Jahr, Titel, Album, Platzierungen, Wochen, Auszeichnungen, Anmerkungen) | Höchstplatzierung, Gesamtwochen, AuszeichnungChartplatzierungen (Jahr, Titel, Album, Platzierungen, Wochen, Auszeichnungen, Anmerkungen) | Höchstplatzierung, Gesamtwochen, AuszeichnungChartplatzierungen (Jahr, Titel, Album, Platzierungen, Wochen, Auszeichnungen, Anmerkungen) | Höchstplatzierung, Gesamtwochen, AuszeichnungChartplatzierungen (Jahr, Titel, Album, Platzierungen, Wochen, Auszeichnungen, Anmerkungen) | Anmerkungen                              |
| Jahr | Titel Album                  | DE | AT | CH | UK | US | Rock | Anmerkungen                              |
| ---- | ---------------------------- | --- | --- | --- | --- | --- | --- | ---------------------------------------- |
| 2010 | Isolation AB III             | — | — | — | — | — | Rock5 (22 Wo.)Rock | Erstveröffentlichung: 26. September 2010 |
| 2011 | Ghost of Days Gone By AB III | — | — | — | — | — | Rock11 (20 Wo.)Rock | Erstveröffentlichung: 18. April 2011     |

Weitere Singles
- 2004: Open Your Eyes
- 2005: Find the Real
- 2005: Broken Wings
- 2007: Rise Today a
- 2007: Ties that Bind
- 2008: Watch over You
- 2008: Watch over You b
- 2008: Before Tomorrow Comes
- 2010: I Know It Hurts
- 2010: Wonderful Life
- 2011: Life Must Go On
- 2013: Addicted to Pain
- 2014: Cry of Achilles
- 2014: Waters Rising
- 2016: Show Me a Leader
- 2016: My Champion
- 2017: Poison in Your Veins
- 2019: Wouldn’t You Rather
- 2019: Pay No Mind
- 2019: Take the Crown
- 2019: In the Deep
- 2019: Dying Light
- 2020: Native Son
- 2020: Last Rites

## Videografie

### Videoalben
- 2009: Live from Amsterdam
- 2012: Live at Wembley 2011
- 2018: Live at the Royal Albert Hall

### Musikvideos
- 2004: Open Your Eyes
- 2005: Broken Wings
- 2007: Rise Today
- 2007: Ties that Bind
- 2008: Watch over You
- 2010: Isolation
- 2013: Addicted to Pain
- 2014: Cry of Achilles
- 2016: Show Me a Leader
- 2017: Cradle to the Grave
- 2019: Wouldn’t You Rather
- 2019: Dying Light
- 2020: Godspeed
- 2020: You Will Be Remembered
- 2020: Native Son

## Boxsets
| Jahr | Titel Musiklabel               | Anmerkungen                           |
| ---- | ------------------------------ | ------------------------------------- |
| 2014 | Alter Bridge X DC3 Music Group | Erstveröffentlichung: 25. August 2014 |

## Statistik

### Chartauswertung
|                     | DE     | AT    | CH     | UK     | US    | Rock      |
| ------------------- | ------ | ----- | ------ | ------ | ----- | --------- |
| Nummer-eins-Alben   | DE—DE  | AT—AT | CH1CH  | UK—UK  | US—US | Rock1Rock |
| Top-10-Alben        | DE4DE  | AT4AT | CH3CH  | UK5UK  | US2US | Rock6Rock |
| Alben in den Charts | DE11DE | AT8AT | CH10CH | UK10UK | US8US | Rock8Rock |

|                       | DE    | AT    | CH    | UK    | US    | Rock      |
| --------------------- | ----- | ----- | ----- | ----- | ----- | --------- |
| Nummer-eins-Singles   | DE—DE | AT—AT | CH—CH | UK—UK | US—US | Rock—Rock |
| Top-10-Singles        | DE—DE | AT—AT | CH—CH | UK—UK | US—US | Rock1Rock |
| Singles in den Charts | DE—DE | AT—AT | CH—CH | UK—UK | US—US | Rock2Rock |

### Auszeichnungen für Musikverkäufe
| Silberne Schallplatte - Vereinigtes Königreich - 2024: für die Single Metalingus |

Anmerkung: Auszeichnungen in Ländern aus den Charttabellen bzw. Chartboxen sind in ebendiesen zu finden.
| Land/RegionAuszeichnungen für Musikverkäufe (Land/Region, Auszeichnungen, Verkäufe, Quellen) | Silber     | Gold     | Platin | Verkäufe | Quellen                   |
| -------------------------------------------------------------------------------------------- | ---------- | -------- | ------ | -------- | ------------------------- |
| Vereinigte Staaten (RIAA)                                                                    | —          | Gold1    | —      | 601.000  | riaa.com, Einzelnachweise |
| Vereinigtes Königreich (BPI)                                                                 | 4× Silber4 | Gold1    | —      | 480.000  | bpi.co.uk                 |
| Insgesamt                                                                                    | 4× Silber4 | 2× Gold2 | —      |          |                           |